# Lijst van rivieren in Spanje
De lijst van rivieren in Spanje bevat rivieren en zijrivieren van meer dan 100 km op het Iberisch Schiereiland, voor zover ze niet geheel op Portugese bodem liggen.

## Naar rivierlengte

### Stroomgebied van de Taag
De grootte van het waterafvoergebied van de rivier Taag, inclusief zijn zijrivieren, is ongeveer 80.600 km². Het strekt zich uit vanaf het Iberisch Randgebergte ((es) Sistema Ibérico) door het midden van Spanje en Portugal naar de Atlantische Oceaan, tussen het 2592 m hoge Castiliaans Scheidingsgebergte en de heuvels van Toledo en Extremadura. Het ligt vooral in de autonome regio's Madrid, Castilië-La Mancha en Extremadura.

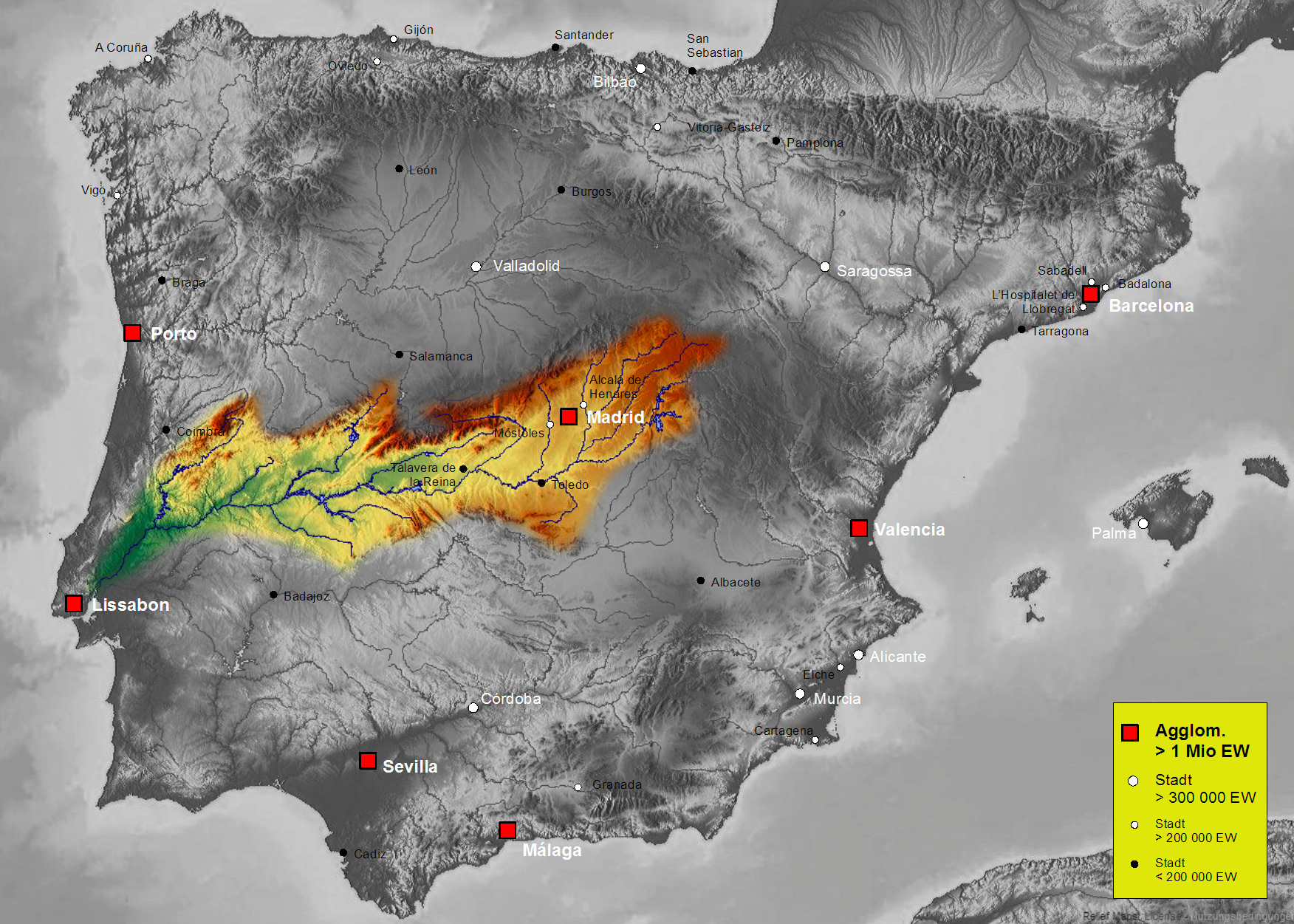
Stroomgebied van de Taag

| Naam     | Lengte  | Monding                  | Bron                        |
| -------- | ------- | ------------------------ | --------------------------- |
| Taag     | 1007 km | Lissabon (Portugal)      | Sierra de Albarracín        |
| Alagón   | 201 km  | Alcántara                | Frades de la Sierra         |
| Jarama   | 194 km  | Aranjuez                 | Oostelijk van Somosierra    |
| Alberche | 182 km  | Talavera de la Reina     | Cañada Alta                 |
| Tiétar   | 170 km  | Nationaal park Monfragüe | Puerto de la Venta del Cojo |

### Stroomgebied  van de Ebro
De grootte van het waterafvoergebied van de rivier, inclusief zijn zijrivieren, is ongeveer 83 093 km². Het strekt zich uit van, bijna, de Golf van Biskaje in het noorden en gaat dan zuidoostwaarts langs de Pyreneeën om bij de Costa del Azahar uit te monden in de Middellandse Zee. Hij wordt in het zuidwesten begrensd door het Iberisch Randgebergte ((es) Sistema Ibérico). Het stroomgebied bevindt zich voornamelijk in Navarra, Rioja, Aragón, Catalonië en kleine stukken van Cantabrië en Baskenland en een tipje van Castilië en León.

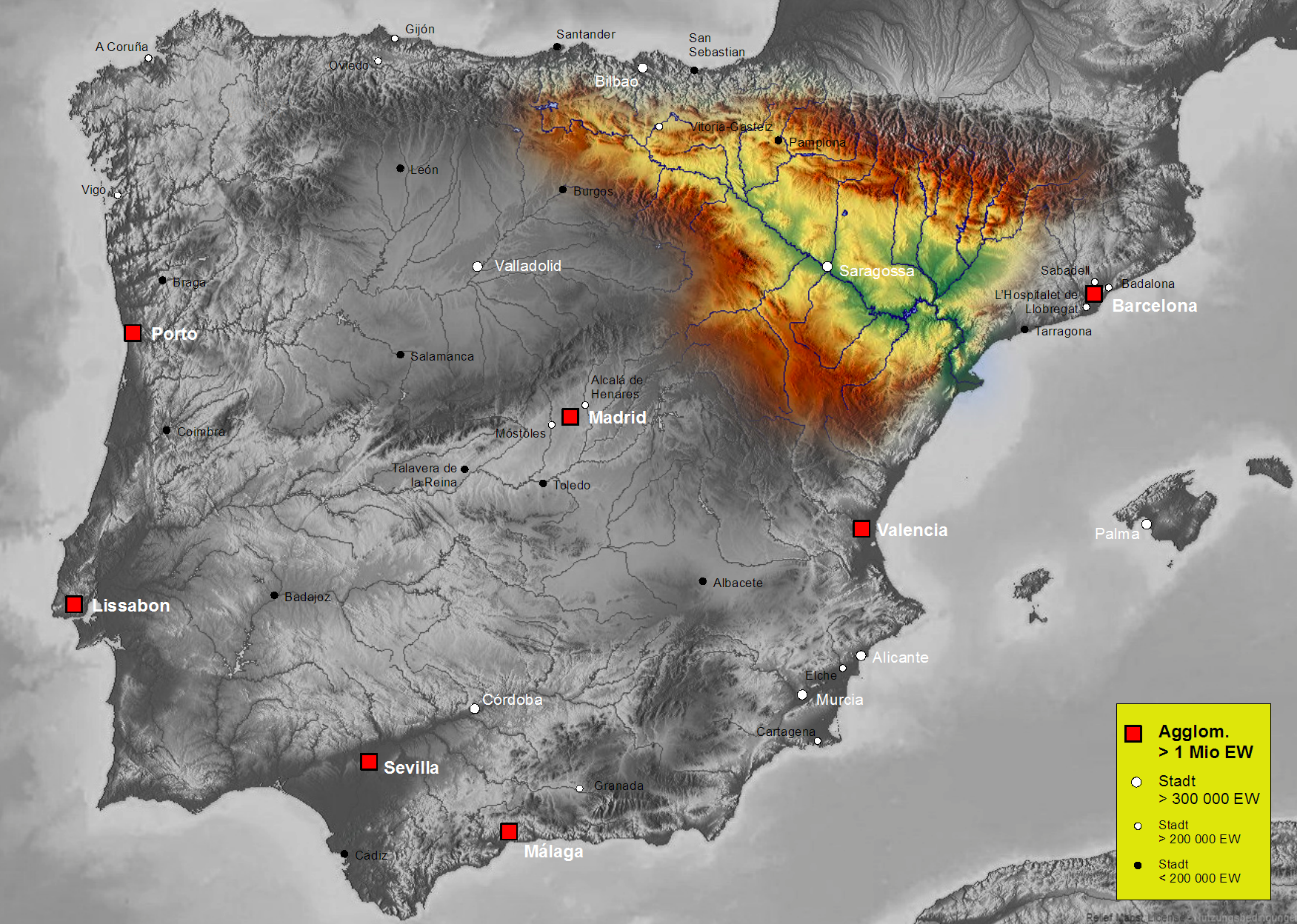
Stroomgebied van de Ebro

| Naam                | Lengte | Monding         | Bron                    |
| ------------------- | ------ | --------------- | ----------------------- |
| Ebro                | 910 km | Amposta         | Pico de los Tres Mares  |
| Segre               | 261 km | Mequinenza      | Monts Louis (Frankrijk) |
| Cinca               | 170 km | Fraga           | Monte Perdido           |
| Noguera Pallaresa   | 154 km |                 |                         |
| Noguera Ribagorzana | 133 km |                 |                         |
| Jalón               | 224 km | Cabañas de Ebro | Sierra Ministra         |
| Aragón              | 197 km | Villafranca     | Canfranc                |
| Guadalope           | 182 km | Bij Caspe       | Sierra de Gúdar         |
| Gállego             | 149 km | Zaragoza        | Portalet                |
| Huerva              | 135 km | Zaragoza        | Fonfría (Teruel)        |

### Stroomgebied van de Duero

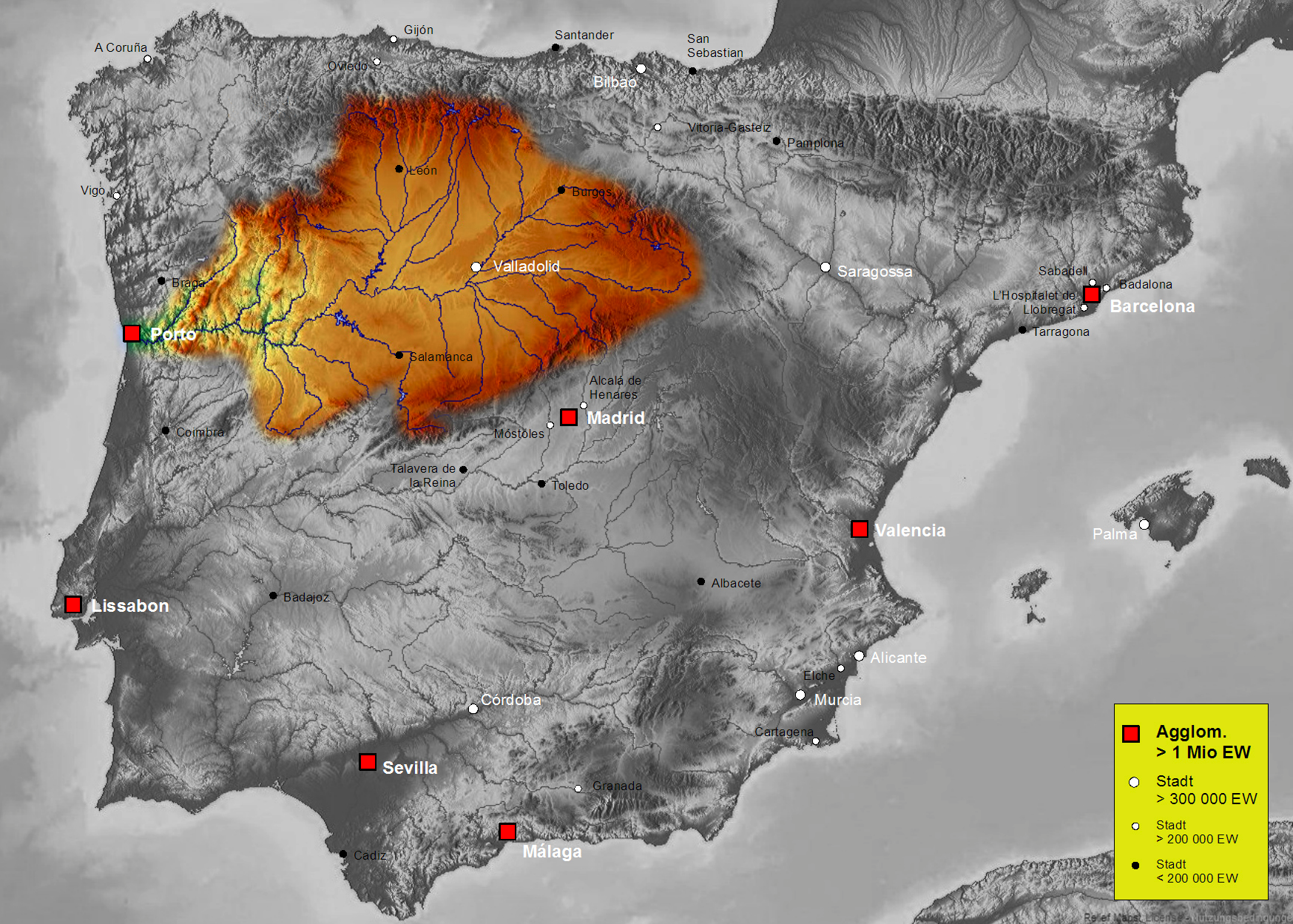
Stroomgebied van de Duero

Het stroomgebied van de Duero is ongeveer 98.400 km² groot en ligt voornamelijk in de regio Castilië en León. Het wordt in het zuiden begrensd door het Castiliaans Scheidingsgebergte en in het noorden door het Cantabrisch Gebergte. Het gemiddelde debiet is 700 m³/s.
| Naam     | Lengte | Monding                | Bron                             |
| -------- | ------ | ---------------------- | -------------------------------- |
| Duero    | 895 km | Porto                  | Picos de Urbión                  |
| Esla     | 275 km | Villalcampo            | Peña Prieta                      |
| Pisuerga | 275 km | Bij Simancas           | Puntas Luengas y Peña Labra      |
| Tormes   | 247 km | Villarino de los Aires | Prado Tormejón                   |
| Adaja    | 163 km | Valdestillas           | Tussen de Serrota en S. de Ávila |
| Támega   | 145 km | Amarante               | Verín                            |

### Stroomgebied van de Guadiana

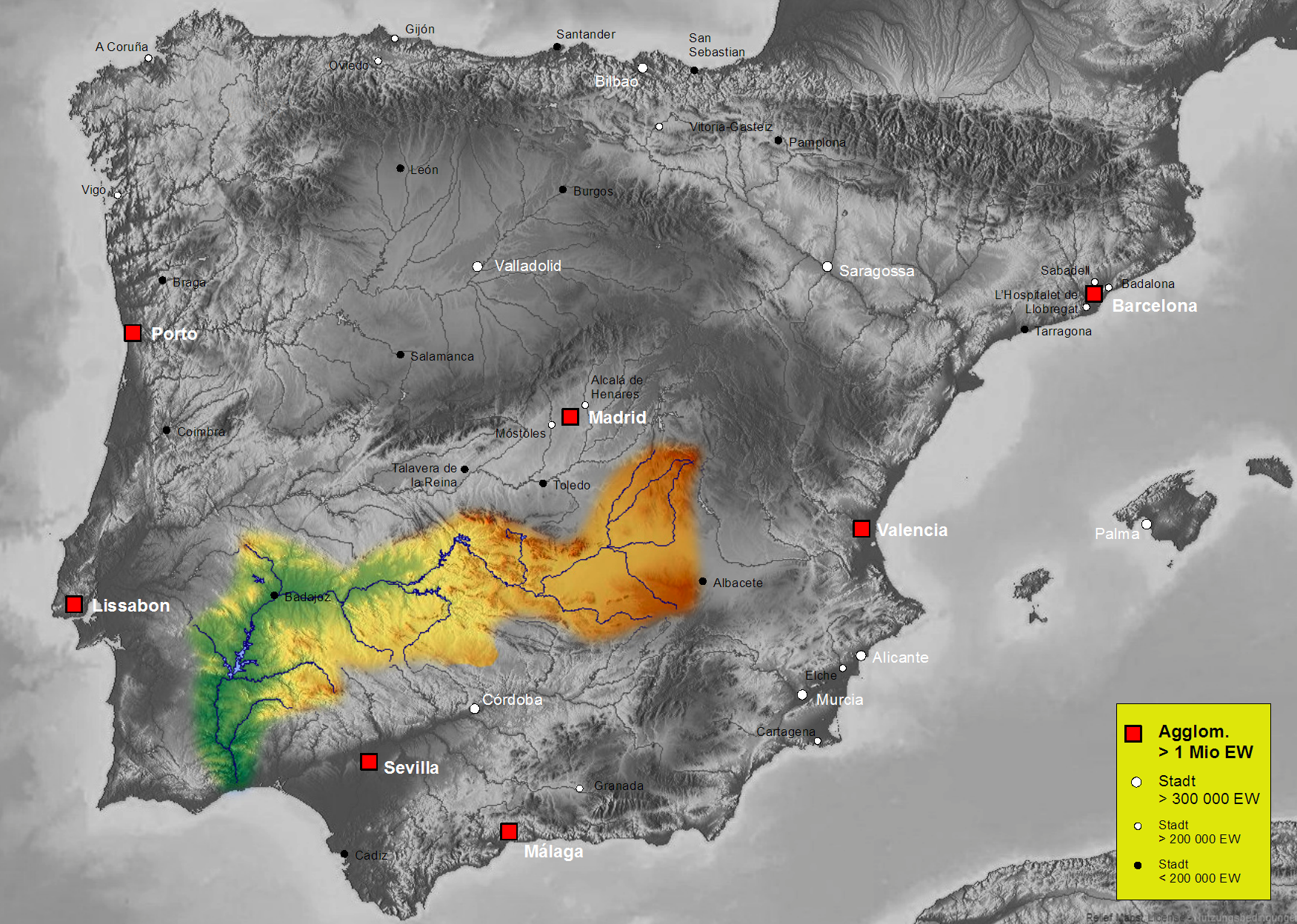
Stroomgebied van de Guadiana

Het stroomgebied van de Guadiana is ongeveer 67.733 km² groot.
| Naam     | Lengte | Monding                 | Bron                             |
| -------- | ------ | ----------------------- | -------------------------------- |
| Guadiana | 818 km | Lagunas de Huidera      | Cabeza Alta, término de Ayamonte |
| Zújar    | 210 km | Villanueva de la Serena | Granja de Torrehermosa           |
| Cigüela  | 194 km | Daimiel                 | Altos de Cabrejas                |
| Záncara  | 168 km | Alcázar de San Juan     | Abia de la Obispalía             |
| Jabalón  | 153 km | Corral de Calatrava     | Montiel                          |
| Matachel | 124 km | Don Álvaro              | El Retamar                       |
| Ardilla  | 116 km | Moura                   | Sierra de Tudia                  |

### Stroomgebied van de Guadalquivir

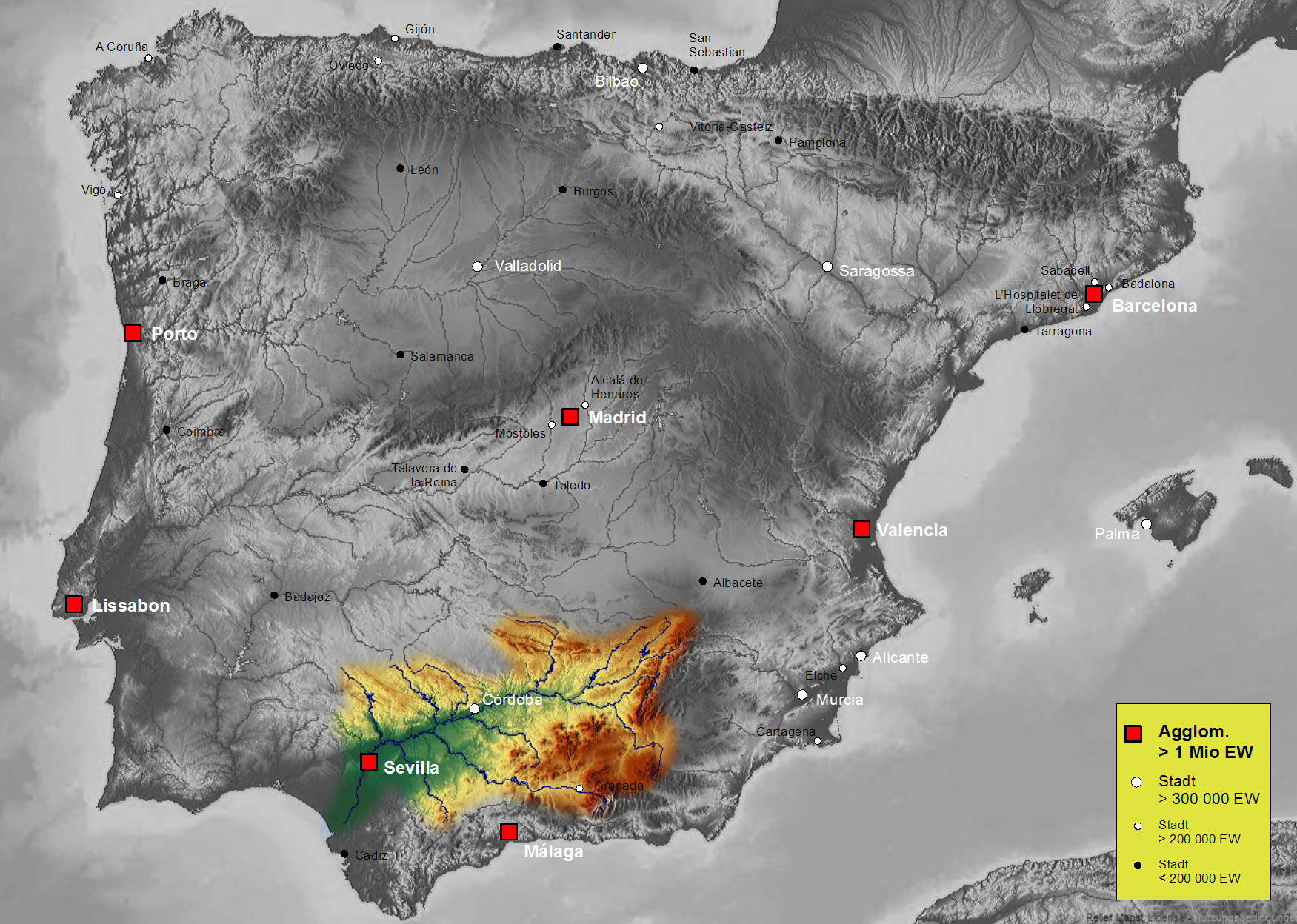
Stroomgebied van de Guadalquivir

Het stroomgebied van de Guadalquivir is ongeveer 56.978 km² groot.
| Naam         | Lengte | Monding                               | Bron                                   |
| ------------ | ------ | ------------------------------------- | -------------------------------------- |
| Guadalquivir | 657 km | Sanlúcar de Barrameda                 | Sierras del Pozo y Cazorla             |
| Darro        |        | Genil                                 |                                        |
| Genil        | 359 km | Palma del Río (zuidelijk van Córdoba) | Sierra Nevada (Güéjar Sierra, Granada) |
| Guadaira     | 114 km | Bij Alcalá de Guadaira                | Pico Veleta-Sierra Nevada              |

### Stroomgebied van de Levantina
| Naam                | Lengte | Monding              | Bron                                          |
| ------------------- | ------ | -------------------- | --------------------------------------------- |
| Júcar               | 498 km | Cullera              | Ojuelos de Valdeminguete, Sierra de Tragacete |
| Segura              | 325 km | Guardamar del Segura | Sierra de Segura                              |
| Guadalaviar (Turia) | 280 km | El Grao, Valencia    | Muela de San Juan                             |
| Mijares             | 156 km | Torre de Almanzora   | Alto de Torrijas                              |
| Almanzora           | 105 km | Cerros Colorados     | Llanos de Huelgo, Sierra de Baza              |

### Catalaanse rivieren
| Naam      | Lengte | Monding              | Bron                                            |
| --------- | ------ | -------------------- | ----------------------------------------------- |
| Ter       | 209 km | Torroella de Montgrí | Ull de Ter                                      |
| Llobregat | 157 km | El Prat de Llobregat | Serra de Cadí, tussen Coll van Jou en van Toses |

### Westelijk Galicië
| Naam   | Lengte | Monding            | Bron                  |
| ------ | ------ | ------------------ | --------------------- |
| Miño   | 310 km | Caminha (Portugal) | Laguna de Fuente Miña |
| Sil    | 225 km | Los Peares         | Cueto Albo            |
| Tambre | 134 km | Ponte Nafonso      | Montes de Bocelo      |
| Ulla   | 126 km | Ría de Aurosa      | Fuente de Ulla        |

### Noorden
| Naam  | Lengte | Monding       | Bron                 |
| ----- | ------ | ------------- | -------------------- |
| Navia | 159 km | Ría de Navia  | Sierra del Rañadorio |
| Nalón | 129 km | Ría de Pravia | Puerto de Tarna      |

### Westen
| Naam      | Lengte | Monding                       | Bron              |
| --------- | ------ | ----------------------------- | ----------------- |
| Odiel     | 121 km | Canal de Palos de la Frontera | Sierra de Aracena |
| Río Tinto | 100km  | Ría Huelva                    | Sierra Morena     |

### Zuiden
| Naam        | Lengte | Monding                     | Bron                   |
| ----------- | ------ | --------------------------- | ---------------------- |
| Guadalhorce | 154 km | Omgeving van Punta del Pino | Puerto de las Alazores |

## Rivieren naar lengte
| Naam                | Lengte (km) | Stroomgebied |
| ------------------- | ----------- | ------------ |
| Tajo                | 1007        | Tajo         |
| Ebro                | 910         | Ebro         |
| Duero               | 895         | Duero        |
| Guadiana            | 818         | Guadiana     |
| Guadalquivir        | 657         | Guadalquivir |
| Júcar               | 498         | Levantina    |
| Genil               | 337         | Guadalquivir |
| Segura              | 325         | Levantina    |
| Miño                | 310         | Galicië      |
| Turia (Guadalaviar) | 280         | Levantina    |
| Esla                | 275         | Duero        |
| Pisuerga            | 275         | Duero        |
| Segre               | 261         | Ebro         |
| Tormes              | 247         | Duero        |
| Sil                 | 225         | Galicië      |
| Jalón               | 224         | Ebro         |
| Zújar               | 210         | Guadiana     |
| Ter                 | 209         | Catalonië    |
| Alagón              | 201         | Tajo         |
| Aragón              | 197         | Ebro         |
| Jarama              | 194         | Tajo         |
| Cigüela             | 194         | Guadiana     |
| Alberche            | 182         | Tajo         |
| Guadalope           | 182         | Ebro         |
| Cinca               | 170         | Ebro (Segre) |
| Tiétar              | 170         | Tajo         |
| Záncara             | 168         | Guadiana     |
| Adaja               | 163         | Duero        |
| Navia               | 159         | Noord        |
| Llobregat           | 157         | Catalonië    |
| Mijares             | 156         | Levantina    |
| Guadalhorce         | 154         | Zuid         |
| Noguera Pallaresa   | 154         | Ebro (Segre) |
| Jabalón             | 153         | Guadiana     |
| Gállego             | 149         | Ebro         |
| Támega              | 145 km      | Duero        |
| Huerva              | 135         | Ebro         |
| Tambre              | 134         | Galicië      |
| Noguera Ribagorzana | 133         | Ebro (Segre) |
| Nalón               | 129         | Noord        |
| Ulla                | 126         | Galicië      |
| Matachel            | 124         | Guadiana     |
| Odiel               | 121         | West         |
| Ardila              | 116         | Guadiana     |
| Guadaira            | 114         | Guadalquivir |
| Almanzora           | 105         | Levantina    |